# Kulturpreis der Stadt Bottrop
Der Kulturpreis der Stadt Bottrop wird im Zwei-Jahres-Rhythmus für hervorragende Leistungen auf dem Gebiet der Kultur vergeben. Der zu ehrende Künstler muss in Bottrop leben oder geboren sein. Der Preis wird in den Bereichen Kunst, Musik, Literatur, Architektur, Design. Fotografie und darstellende Kunst vergeben. Die Preisvergabe soll den Dialog zwischen Bürgern und Künstlern immer wieder anregen.
Mit den neuen Verleihungsrichtlinien aus dem Jahr 2009 wird der Kulturpreis nun im Wechsel mit einem Nachwuchs-Förderpreis verliehen.

## Preisträger
- 1989 Kurt Küther
- 1991 Theo Jörgensmann
- 1993 Josef Klawinski
- 1995 Reinhard Wieczorek
- 1997 Maja Brüggemeier und Werner Bartelt-Brüggemeier
- 1999 Brigitte Wiegmann
- 2001 Joachim Friedrich
- 2003 Ludger Stratmann
- 2005 Alfred Wrabetz
- 2007 Gereon Krebber
- 2011 Bernhardine Lützenburg
- 2012 Thomas Grandoch (Förderpreis)
- 2014 Werner Jelinek
- 2016 Lennart Allkemper (Förderpreis)
- 2019 Angelika Schilling
- 2025 Gerd-Heinz Stevens[1]